# Kuki Yoshitaka
Kuki Yoshitaka (九鬼 嘉隆)  (1542 – 17 de novembro de 1600) foi um comandante naval durante o período Sengoku do Japão, sob Oda Nobunaga e, posteriormente, Toyotomi Hideyoshi. Ele também foi o nono diretor da escola de artes marciais da família Kuki, Kukishin-ryū e, portanto, um guerreiro muito habilidoso.

## Vida militar
Na década de 1570, Kuki aliou-se a Oda Nobunaga e comandou sua frota, apoiando ataques terrestres aos Ikkō-ikki.
Em 1574, sua ajuda garantiu a vitória de Nobunaga em sua terceira tentativa de atacar a fortaleza de Nagashima.
Em 1576, ele foi derrotado em Kizugawaguchi pela frota do clã Mōri, mas 1578 trouxe a vitória na segunda Batalha de Kizugawaguchi, na qual Kuki usou 'navios de ferro' para repelir as flechas e balas de mosquete dos navios do clã Mōri adversário.
Em 1584, Yoshitaka junto com Takigawa Kazumasu sitiaram o castelo de Kanie, na campanha de Toyotomi Hideyoshi para consolidar seu poder sobre as terras mantidas pelo clã Oda na província de Owari.
Em 1587, ele liderou a frota de Toyotomi Hideyoshi em uma campanha em Kyūshū, ao lado de Konishi Yukinaga, Wakizaka Yasuharu e Katō Yoshiaki. Três anos depois, junto com Wakizaka Yasuharu e Kato Yoshiaki, ele liderou o Cerco de Shimoda na campanha Odawara de 1590. Ele continuou em seu papel como comandante da frota de Hideyoshi, lançando uma invasão da Coreia em 1592 de sua nau capitânia Nipponmaru. Ele foi severamente derrotado na Batalha de Myeongryang.

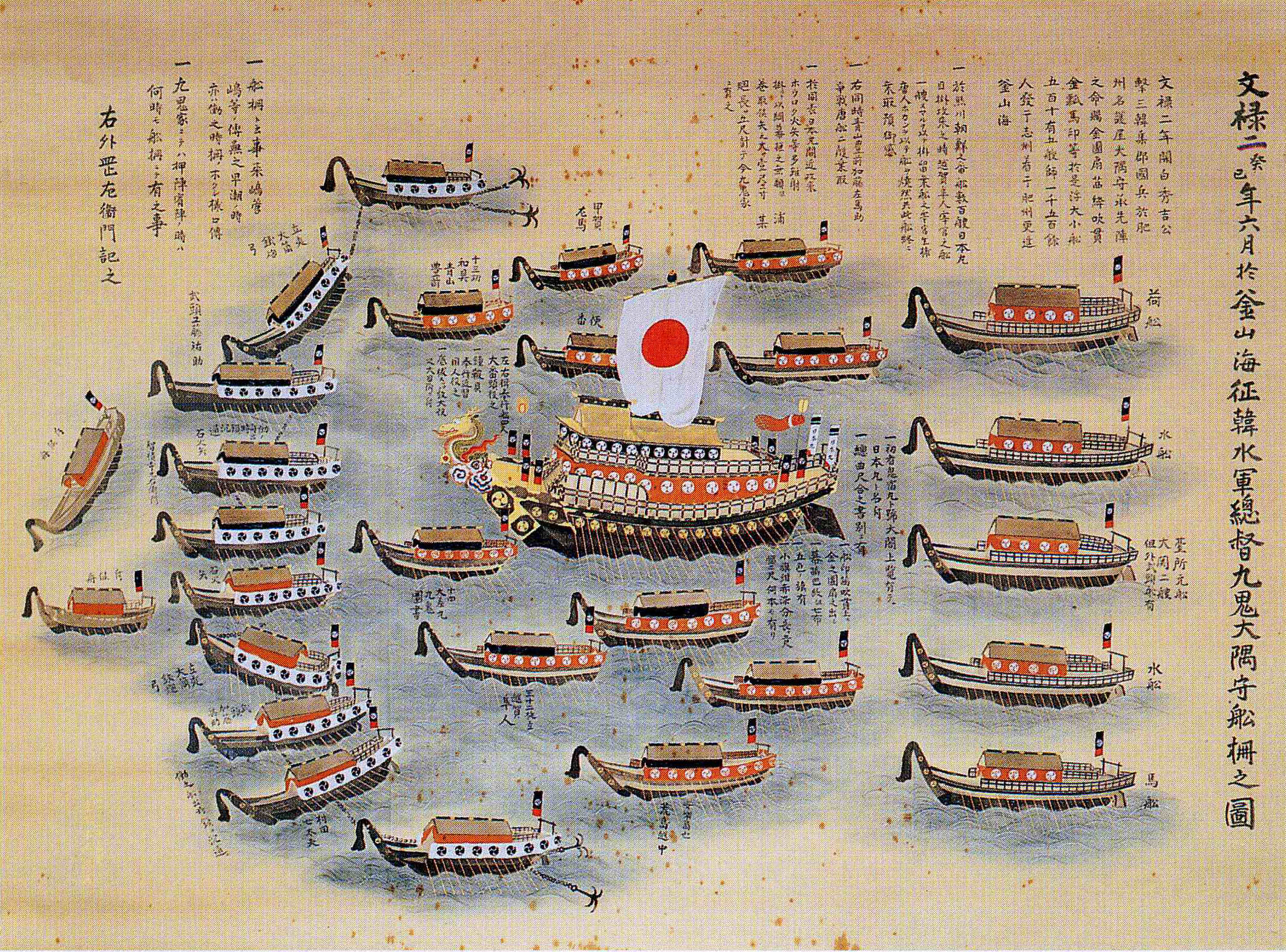
A frota de Kuki Yoshitaka em 1593.

## Morte
Em 1600, na Batalha de Sekigahara, Kuki Yoshitaka lutou ao lado das forças de Ishida Mitsunari, enquanto seu filho Kuki Moritaka juntou-se à força adversária, sob o comando de Tokugawa Ieyasu.

Após a vitória de Tokugawa, seu filho garantiu com sucesso a segurança de Yoshitaka de Ieyasu. Em uma virada do destino, Yoshitaka cometeu seppuku antes que a notícia de Moritaka o alcançasse.